# ケベック州の地方行政区
ケベック州の地方行政区（ケベックしゅうのちほうぎょうせいく）の一覧。カナダのケベック州は3階層の自治体構成になっており、地域（Administrative Regions）、郡（Municipalité Régionale de Comté（MRCまたはCounties））、都市（Municipalities）に分かれる。
この3階層のうち広域区分である「地域」（地方及び地方行政区）及び郡について以下に述べる。
ケベック州は公式には17の地方行政区（Administrative Region）に分かれており、便宜上地域と訳している。ただし、道路上の標識はこの地方行政区とは必ずしも一致しない。これは行政区ではなく観光客向けに表示しているためで、非公式だか伝統的な区分けに基づいて20の地域（Tourist Regions）に分かれる。
ケベック州の郡は現在、87の「地域的郡制自治体」（フランス語：municipalité régionale de comté、略称：MRC、英語：regional county municipality、略称：RCM）と言う用語が使用されていて歴史的な「郡」の機能を果たしており、便宜上郡と訳している。

## 地方行政区（Région administrative）
| 番号 | 地域名                                                                   |
| ---- | ------------------------------------------------------------------------ |
| 01   | バ・サン・ローラン地域 （セントローレンス川下流地域、Bas-Saint-Laurent） |
| 02   | サグネ・ラック・サン・ジャン地域 （Saguenay–Lac-Saint-Jean）             |
| 03   | ケベック首都地域 （Capitale-Nationale）                                  |
| 04   | モリシー地域 （Mauricie）                                                |
| 05   | エストリー地域 （イースタンタウンシップス地域、Estrie）                  |
| 06   | モントリオール地域 （Montréal）                                          |
| 07   | ウタウエ地域 （Outaouais）                                               |
| 08   | アビティビ・テミスカマング地域 （Abitibi-Témiscamingue）                 |
| 09   | コート・ノール地域 （北岸地域、Côte-Nord）                               |
| 10   | ノール・デュ・ケベック地域 （北ケベック地域、Nord-du-Québec）            |
| 11   | ガスペジー・マドレーヌ諸島地域 （Gaspésie-Îles-de-la-Madeleine）         |
| 12   | ショーディエール・アパラッシュ地域 （Chaudière-Appalaches）              |
| 13   | ラヴァル地域 （Laval）                                                   |
| 14   | ラノディエール地域 （Lanaudière）                                        |
| 15   | ローランティッド地域 （ローレンシャン地域、Laurentides）                 |
| 16   | モンテレジー地域 （Montérégie）                                          |
| 17   | センター・デュ・ケベック地域 （中央ケベック地域、Centre-du-Québec）      |

## 順位

### 人口（人）
| 順位 | 地域名                                                                   | 人口         |
| ---- | ------------------------------------------------------------------------ | ------------ |
| 01   | モントリオール地域 （Montréal）                                          | 1,876,932 人 |
| 02   | モンテレジー地域 （Montérégie）                                          | 1,352,166 人 |
| 03   | ケベック首都地域 （Capitale-Nationale）                                  | 663,070 人   |
| 04   | ローランティッド地域 （ローレンシャン地域、Laurentides）                 | 499,882 人   |
| 05   | ラノディエール地域 （Lanaudière）                                        | 413,611 人   |
| 06   | ショーディエール・アパラッシュ地域 （Chaudière-Appalaches）              | 393,415 人   |
| 07   | ラヴァル地域 （Laval）                                                   | 364,756 人   |
| 08   | ウタウエ地域 （Outaouais）                                               | 338,491 人   |
| 09   | エストリー地域 （イースタンタウンシップス地域、Estrie）                  | 297,917 人   |
| 10   | サグネ・ラック・サン・ジャン地域 （Saguenay–Lac-Saint-Jean）             | 277,007 人   |
| 11   | モリシー地域 （Mauricie）                                                | 259,424 人   |
| 12   | センター・デュ・ケベック地域 （中央ケベック地域、Centre-du-Québec）      | 224,991 人   |
| 13   | バ・サン・ローラン地域 （セントローレンス川下流地域、Bas-Saint-Laurent） | 202,095 人   |
| 14   | アビティビ・テミスカマング地域 （Abitibi-Témiscamingue）                 | 145,321 人   |
| 15   | ガスペジー・マドレーヌ諸島地域 （Gaspésie-Îles-de-la-Madeleine）         | 96,929 人    |
| 16   | コート・ノール地域 （北岸地域、Côte-Nord）                               | 96,861 人    |
| 17   | ノール・デュ・ケベック地域 （北ケベック地域、Nord-du-Québec）            | 39,892 人    |

### 面積（km²）
（*湖と川の水域面積は除く。）
| 順位 | 地域名                                                                   | 面積        |
| ---- | ------------------------------------------------------------------------ | ----------- |
| 01   | ノール・デュ・ケベック地域 （北ケベック地域、Nord-du-Québec）            | 718,229 km² |
| 02   | コート・ノール地域 （北岸地域、Côte-Nord）                               | 236,700 km² |
| 03   | サグネ・ラック・サン・ジャン地域 （Saguenay–Lac-Saint-Jean）             | 95,893 km²  |
| 04   | アビティビ・テミスカマング地域 （Abitibi-Témiscamingue）                 | 57,340 km²  |
| 05   | モリシー地域 （Mauricie）                                                | 35,452 km²  |
| 06   | ウタウエ地域 （Outaouais）                                               | 30,504 km²  |
| 07   | バ・サン・ローラン地域 （セントローレンス川下流地域、Bas-Saint-Laurent） | 22,185 km²  |
| 08   | ローランティッド地域 （ローレンシャン地域、Laurentides）                 | 20,560 km²  |
| 09   | ガスペジー・マドレーヌ諸島地域 （Gaspésie-Îles-de-la-Madeleine）         | 20,272 km²  |
| 10   | ケベック首都地域 （Capitale-Nationale）                                  | 18,639 km²  |
| 11   | ショーディエール・アパラッシュ地域 （Chaudière-Appalaches）              | 15,071 km²  |
| 12   | ラノディエール地域 （Lanaudière）                                        | 12,313 km²  |
| 13   | モンテレジー地域 （Montérégie）                                          | 11,111 km²  |
| 14   | エストリー地域 （イースタンタウンシップス地域、Estrie）                  | 10,195 km²  |
| 15   | センター・デュ・ケベック地域 （中央ケベック地域、Centre-du-Québec）      | 6,921 km²   |
| 16   | モントリオール地域 （Montréal）                                          | 498 km²     |
| 17   | ラヴァル地域 （Laval）                                                   | 246 km²     |

参照：統計データ

## 観光区域（Tourist Regions）
| バ・サン・ローラン地域 （セントローレンス川下流地域、Bas-Saint-Laurent） |
| シャルルヴォア地域 （Charlevoix）                                        |
| サグネ地域 （Saguenay）                                                  |
| ラック・サン・ジャン地域 （Lac-Saint-Jean）                              |
| ケベック・シティ地域 （ケベック首都地域、Quebec City region）            |
| モリシー地域 （Mauricie）                                                |
| エストリー地域 （イースタンタウンシップス地域より小さいエリア、Estrie）  |
| モントリオール地域 （Montréal region）                                   |
| ウタウエ地域 （Outaouais）                                               |
| アビティビ地域 （Abitibi）                                               |
| テミスカマング地域 （Témiscamingue）                                     |
| コート・ノール地域 （北岸地域、Côte-Nord）                               |
| ノール・デュ・ケベック地域 （北ケベック地域、Nord-du-Québec）            |
| ガスペジー地域 （Gaspésie）                                              |
| マドレーヌ諸島地域 （Îles-de-la-Madeleine）                              |
| ボース地域 （ショーディエール・アパラッシュ地域、Beauce）                |
| ラノディエール地域 （Lanaudière）                                        |
| ローランティッド地域 （ローレンシャン地域、Laurentides）                 |
| モンテレジー地域 （Montérégie）                                          |
| ボワ・フランス地域 （センター・デュ・ケベック地域、Bois-Francs）         |

## 郡（municipalité régionale de comté）及び同等地域（territoire équivalent）
参照：ケベック州の郡と同等地域の一覧
現在、87の郡（フランス語：municipalité régionale de comté、MRC）が存在している。この制度は1979年に導入され、従来の郡の機能を果たしている。ほとんどの場合、郡は国勢調査地域の範囲と重複しているが、一部例外もある。また一部の都市自治体及びインディアン保留地は郡に属していないものもあり（モントリオール、ケベックシティー、ガティノーなど）、「地域的郡制自治体同等地域」という意味での「同等地域」（フランス語：territoire équivalent、略称：TE）と呼ばれている。